# Ганџа
Ганџа (азер. Gəncə) је други највећи град у Азербејџану. Према попису из 2020. године у граду је живело 335.600 становника, а површина града је приближно 110 km². У време Руског царства звала се Јелизаветпољ (рус. Елизаветполь). Касније (1920−1935) враћено је име Ганџа, али ускоро се за време Совјетског Савеза мења име у Кировабад (рус. Кировабад). Године 1989. град поново има данашње име.
Овде се налази аеродром Ганџа.

## Становништво
| 1939.  | 1959.   | 1970.   | 1979.   | 1989.   | 2009.   |
| ------ | ------- | ------- | ------- | ------- | ------- |
| 98.949 | 116.122 | 189.512 | 231.901 | 278.006 | 313.300 |

## Партнерски градови
- Москва
- Конија
- Орду
- Карс
- Њуарк
- Рустави
- Душанбе
- Кутаиси
- Гомељ